# 埃兰 (加来海峡省)
埃兰（法語：Érin，法語發音：[eʁɛ̃]）是法国上法兰西大区加来海峡省的一个市镇，位于该省中部，属于阿拉斯区。

## 地理
埃兰（50°26'21"N, 2°12'35"E）面积6.36 平方千米，位于法国上法蘭西大區加来海峡省，该省份为法国北部沿海省份，西北濒北海，南至索姆省，东临北部省。
与埃兰接壤的市镇（或旧市镇、城区）包括：特讷尔、于姆勒耶、蒂利卡佩勒、贝米库尔、弗勒里。

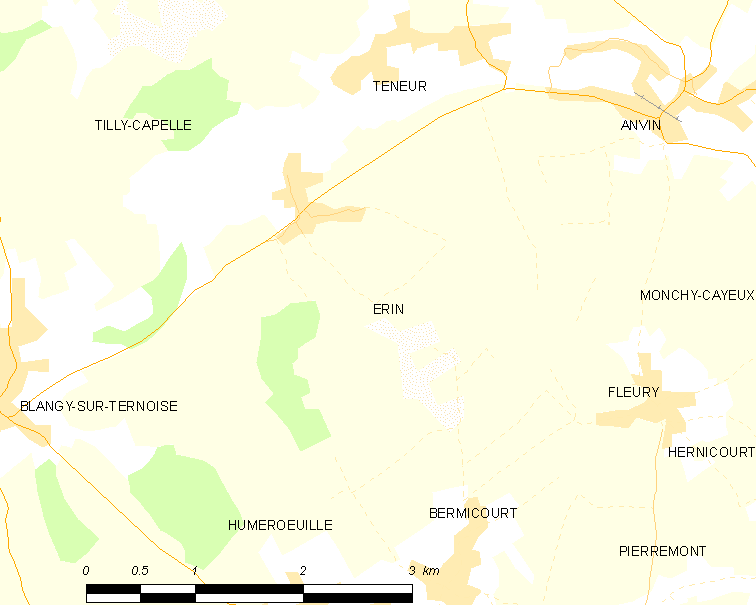
的OSM定位图

埃兰的时区为UTC+01:00、UTC+02:00（夏令时）。

## 行政
埃兰的邮政编码为62134，INSEE市镇编码为62303。

## 政治
埃兰所属的省级选区为泰努瓦斯河畔圣波勒县。

## 人口

1962-2008年间人口变化图示

埃兰于2022年1月1日时的人口数量为220人。